# Sirosperma hypocrellae
Sirosperma hypocrellae är en svampart som beskrevs av Syd. & P. Syd. 1916. Sirosperma hypocrellae ingår i släktet Sirosperma, divisionen sporsäcksvampar och riket svampar.   Inga underarter finns listade i Catalogue of Life.